# Bente Kahan
Bente Kahan (Oslo, 23 de septiembre de 1958) es una vocalista, actriz, música, directora y dramaturga noruega, conocida por sus interpretaciones y producciones de música y obras de teatro en yidis. Durante años ha vivido y trabajado en Polonia.

## Biografía
Sus padres son supervivientes del Holocausto: su madre, nacida en una familia de judíos bálticos, huyó a Suecia durante la Segunda Guerra Mundial, si bien la mayoría de su familia fue enviada a Auschwitz, donde perecieron en 1942; su padre, un miembro de la secta jasídica Satmar, nació en Rumania, y fue salvado por un soldado estadounidense que vio su brazo moverse bajo una pila de cadáveres en Auschwitz.
Kahan es un licenciada en artes escénicas por la Universidad de Tel Aviv, y también por la American Musical and Dramatic Academy de Nueva York.

## Carrera
Kahan canta principalmente en yidis, pero también ha grabado y actuado en judeoespañol, hebreo y una mezcla de yidis con polaco, ruso, noruego, húngaro, alemán e inglés.
Kahan inició su carrera actuando en 1981 en el teatro Teatro Nacional Habima de Tel Aviv y en el Nationaltheatret en Noruega, actuando por primera vez como cantante en Oslo, para una obra en ídish, el espectáculo de cabaret Over Byen, en 1983. Junto con Ellen Foyn Bruun,  ha escrito tres guiones de teatro: Bessie - una obra sobre la cantante de blues Bessie Smith, en 1986; Letter without a Stamp en 1988 y Stemmer fra Theresienstadt en 1995; traducida al alemán en 1995 y más tarde en 1997 al inglés.
En 1990, después de trabajar para varias compañías teatrales noruegas,  fundó su propia compañía, Teater Dybbuk, en Oslo. En 2001,  se mudó con su marido y dos niños a Breslavia. Es la directora actual del Centro  para la Educación y Cultura judías de Wroclaw.

## La Fundación Bente Kahan
Kahan creó la Bente Kahan Foundation en 2006, con la misión de profundizar en el respeto mutuo y los derechos humanos a través de la perspectiva del Holocausto. Su primera actividad ha sido la restauración de la Sinagoga de la Cigüeña Blanca de Breslavia, la única sinagoga en aquella ciudad en sobrevivir el Holocausto, como parte de sus esfuerzos por preservar y revitalizar los 800 años de historia judía en Baja Silesia. La sinagoga fue restaurada y rededicada en 2010.
Kahan recibió en 2013 con la Cruz de Caballero de la Orden Polonia Restituta, en reconocimiento a sus esfuerzos por el diálogo intercultural y el rescate del patrimonio judío de Baja Silesia.

## Discografía
- 1991: Yiddishkayt
- 1992: Farewell Cracow
- 1996: Stemmer fra Theresienstadt (En noruego)
- 1996: Stimmen aus Theresienstadt (En alemán)
- 1997: Voices from Theresienstadt (En inglés)
- 1998: Di Gojim (música klezmer)
- 2000: Home (En yídish, judeoespañol y hebreo)
- 2005: Sing with us in Yiddish